# هابرتویل (آلاباما)
هابرتویل (به انگلیسی: Hubbertville) یک منطقهٔ مسکونی در ایالات متحده آمریکا است که در شهرستان فایت، آلاباما واقع شده‌است. هابرتویل ۱۳۰٫۱۵ متر بالاتر از سطح دریا واقع شده‌است.